# Přirozené číslo
Přirozeným číslem se v matematice rozumí číslo, které je možné použít pro vyjádření počtu („na stole je šest mincí“) nebo pořadí („toto je třetí největší město“) prvků konečných množin.
Čísla používaná pro vyjádření počtu se v matematice označují jako kardinální čísla, zatímco čísla určená pro vyjádření pořadí se nazývají ordinální čísla. Přirozená čísla studuje odvětví matematiky teorie čísel.
Přirozená čísla patří mezi základní matematické koncepty, a protože se považují za nejjednodušší na pochopení, začíná výuka matematiky obvykle od přirozených čísel. Množina všech přirozených čísel se obvykle označuje písmenem {\displaystyle \mathbb {N} }.
Podle některých z používaných definic (např. standard ISO 80000-2) přirozená čísla začínají číslem 0 a označují tak celá nezáporná čísla (tj. čísla 0, 1, 2, …), zatímco podle jiných definic přirozená čísla začínají číslem 1 a označují tak celá kladná čísla 1, 2, 3, …

## Značení
Množina přirozených čísel se označuje velkým písmenem N (nebo zdvojeným písmenem {\displaystyle \mathbb {N} }). (Z latiny numero-číslo, naturalis-přírodní, přirozený.[zdroj?])
Protože někteří autoři touto značkou označují kladná celá čísla a jiní nezáporná celá čísla, používají se také značení, která tuto nejednoznačnost vylučují:
- pro nezáporná celá čísla (včetně nuly):
  - N0, resp. {\displaystyle \mathbb {N} ^{0}}, případně N0, resp. {\displaystyle \mathbb {N} _{0}}, nebo
  - Z+0, resp. {\displaystyle \mathbb {Z} _{0}^{+}};
- pro kladná celá čísla (bez nuly):
  - N+, resp. {\displaystyle \mathbb {N} ^{+}}, nebo
  - Z+, resp. {\displaystyle \mathbb {Z} ^{+}}.

## Formální definice
Exaktní matematické definice množiny přirozených čísel jsou založeny na následujících axiomech (tzv. Peanova aritmetika):
- Každé přirozené číslo {\displaystyle a} má jediného následníka, označovaného {\displaystyle S(a)}.
- Existuje jediné přirozené číslo, jež není následníkem žádného přirozeného čísla, značí se obvykle 0.
- Různá přirozená čísla mají různé následníky: pokud {\displaystyle a\neq b}, pak {\displaystyle S(a)\neq S(b)}.
- Pokud nějakou vlastnost splňuje jak číslo 0, tak i každé číslo, které je následníkem nějakého čísla, které tuto vlastnost splňuje, pak tuto vlastnost splňují všechna přirozená čísla. (Tento axiom (resp. axiomatické schéma) zajišťuje platnost důkazů technikou matematické indukce.)

(Poznámka: Číslo 0 v těchto postulátech nemusí odpovídat běžnému výkladu přirozeného čísla nula. 0 v této formální definici znamená pouze nějaký objekt, který spolu s funkcí následnosti splňuje Peanovy axiomy.)

## Konstrukce
Nejběžnější konstrukcí přirozených čísel v axiomatické teorii množin je následující postup (von Neumannova konstrukce):
- Definuje se {\displaystyle 0=\{\}=\emptyset } (prázdná množina).
- Definuje se {\displaystyle S(a)=a\cup \{a\}} (sjednocení množin) pro všechna {\displaystyle a}.
- Množina přirozených čísel se pak definuje jako průnik všech množin obsahujících 0 a uzavřených vůči funkci následnosti.

Pomocí axiomu nekonečna lze dokázat, že tato definice splňuje Peanovy axiomy.
V této definici je každé přirozené číslo množinou čísel menších než ono, tedy:
{\displaystyle 0=\{\}}
{\displaystyle 1=\{0\}=\{\{\}\}}
{\displaystyle 2=\{0,1\}=\{0,\{0\}\}=\{\{\},\{\{\}\}\}}
{\displaystyle 3=\{0,1,2\}=\{0,\{0\},\{0,\{0\}\}\}=\{\{\},\{\{\}\},\{\{\},\{\{\}\}\}\}}
…atd.
Tato definice souhlasí s intuitivním pojetím, že každé přirozené číslo n vyjadřuje mohutnost množiny o právě n prvcích.

## Vlastnosti
- Množina přirozených čísel je nekonečná (existuje nekonečně mnoho přirozených čísel), avšak spočetná (podle definice).
- Na přirozených číslech lze definovat operaci sčítání takto: {\displaystyle a+0=a,a+S(b)=S(a+b)} pro všechna {\displaystyle a,b}. Tím se stane {\displaystyle (\mathbb {N} ,\operatorname {+} )} komutativním monoidem s neutrálním prvkem 0. Pokud definujeme {\displaystyle S(0)=1}, je {\displaystyle S(a)=S(a+0)}{\displaystyle =a+S(0)=a+1}, tedy následníkem čísla {\displaystyle a} je číslo {\displaystyle a+1}. Tento monoid je možné vnořit do grupy; nejmenší grupou obsahující přirozená čísla jsou celá čísla.
- Obdobně lze s využitím operace sčítání definovat operaci násobení takto: {\displaystyle a\cdot 0=0,a\cdot (b+1)=(a\cdot b)+a}. Tím se stane {\displaystyle (\mathbb {N} ,\operatorname {\cdot } )} komutativním monoidem s neutrálním prvkem 1. Sčítání a násobení splňují distributivní zákon: {\displaystyle a\cdot (b+c)=(a\cdot b)+(a\cdot c)}. {\displaystyle (\mathbb {N} ,\operatorname {+} ,\operatorname {\cdot } )} je tedy komutativním polookruhem.
- Na přirozených číslech lze definovat úplné uspořádání, kdy {\displaystyle a\leq b} právě tehdy, když existuje přirozené číslo {\displaystyle c} takové, že {\displaystyle a+c=b} Přirozená čísla jsou dobře uspořádaná, takže každá neprázdná množina přirozených čísel má nejmenší prvek.
- Na přirozených číslech neexistuje operace dělení, neboť podíl dvou přirozených čísel obecně nemusí být přirozené číslo. Alternativou je tady dělení se zbytkem: pro libovolná dvě přirozená čísla {\displaystyle a,b}, kde {\displaystyle b\neq 0}, můžeme najít taková přirozená čísla {\displaystyle r,g}, že platí {\displaystyle a=bg+r} a zároveň {\displaystyle r<b}. Číslu {\displaystyle r} pak říkáme zbytek po dělení čísla {\displaystyle a} číslem {\displaystyle b}, číslo {\displaystyle q} je celočíselný podíl {\displaystyle a} a {\displaystyle b}. Tato operace je základem mnoha vlastností (dělitelnost), postupů (Euklidův algoritmus) a idejí v teorii čísel. Na existenci a vlastnostech zbytků po dělení v přirozených číslech je založena jedna část kryptografie.